# Офіційний вісник Президента України
«Офіційний вісник Президента України» — офіційне видання- інформаційний бюлетень, метою якого є оперативне і повне забезпечення правовою інформацією органів державної влади, підприємств, установ і організацій, доведення актів законодавства України до відома громадян.

## Мета
У бюлетені офіційно публікуються державною мовою акти Президента України, що сприяє впорядкуванню офіційного оприлюднення законів України, чинних міжнародних договорів, укладених від імені України, актів Президента України, забезпеченню регулювання суспільних правовідносин на основі чинних актів, запобіганню перекручення їх змісту, визначенню порядку набрання ними чинності.
Зміст видання відображають такі основні розділи:
- закони України;
- міжнародні договори, укладені від імені України;
- укази Президента України;
- розпорядження Президента України;
- діяльність консультативних, дорадчих та інших допоміжних органів і служб, утворених Президентом України.

## Періодичність
Чергові випуски бюлетеня виходять двічі на місяць. Також виходять і спеціальні випуски бюлетеня, кількість яких ненормована, але не впливає на вартість передплати. Всі офіційні документи, які друкуються у спецвипусках інформаційного бюлетеня «Офіційний вісник Президента України», набирають чинності саме з дня їх оприлюднення у цих виданнях.